# Карбоне, Анджело
Анджело Карбоне (итал. Angelo Carbone; 23 марта 1968, Бари) — итальянский футболист, полузащитник.

## Карьера
Воспитанник клуба «Бари». Дебютировал в основной команде в сезоне 1988/89, в котором «Бари» вышел в Серию A. В следующем году команда занял 10-е место в чемпионате и выиграла Кубок Митропы. После этого Анджело Карбоне был приобретён «Миланом». В том же году он стал обладателем Суперкубка Европы и Межконтинентального кубка, а также дебютировал в Кубке чемпионов, проведя в турнире 2 игры и забив гол в дебютном матче. После завершения сезона 1990/91 Карбоне был отдан в аренду, сначала в «Бари», а затем в «Наполи». В сезоне 1993/94 Анджело Карбоне вернулся в «Милан» и выиграл с «россонери» Серию A и Лигу чемпионов. Но в 1994 клуб вновь отдал его в аренду, и по окончании сезона Карбоне покинул Милан, перейдя в «Пьяченцу». В 1996 Карбоне ушёл в «Реджану», а затем в «Аталанту». В 1999 он вновь сыграл несколько матчей за «Реджану», а затем перешёл в «Пистойезе». В 2000 году играл в аренде в «Тернане», а завершил карьеру в 2005 году в клубе «Про Патрия».
За молодёжную сборную Италии Карбоне провёл 8 матчей и стал бронзовым призёром чемпионата Европы 1990 года.
Принял участие в Кубке Легенд в 2010 году.

## Достижения
«Бари»
- Обладатель Кубка Митропы: 1990

 «Милан»
- Обладатель Суперкубка Европы: 1990
- Обладатель Межконтинентального кубка: 1990
- Чемпион Италии: 1993/94
- Победитель Лиги чемпионов: 1993/94